# 로이드 위트록

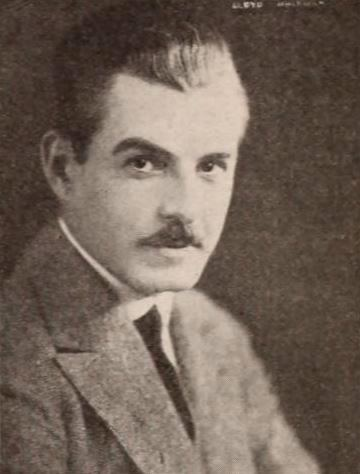

로이드 위트록(Lloyd Whitlock, 1891년 1월 2일 ~ 1966년 1월 8일)은 미국의 배우이다.
스프링필드에서 태어났으며 로스앤젤레스에서 사망하였다.

## 영화
- 트루 투 더 아미 (1942년)
- 마이 페이버릿 브론드 (1942년)
- 타임 아웃 포 리듬 (1941년)
- 인간 에디슨 (1940년)
- 스워니 리버 (1939년)
- 스미스씨 워싱톤 가다 (1939년)
- 국제 범죄 (1938년)
- 상어섬의 죄수 (1936년)
- 렉클리스 (1935년)
- 웨스트 오브 더 디바이드 (1934년)
- 행운의 텍사스인 (1934년)
- 체인드 (1934년)
- 더 허리케인 익스프레스 (1932년)
- 금발의 비너스 (1932년)
- 리칭 포 더 문 (1930년)